# Denís Berezovsky
Denís Valentínovich Berezovsky (en ruso: Денис Валентинович Березовский, en ucraniano: Березовський Денис Валентинович) es un Contraalmirante y el Comandante adjunto de Flota rusa del Mar Negro. Fue nombrado Comandante en Jefe de la Armada de Ucrania por el presidente interino Oleksandr Turchynov el 1 de marzo de 2014, sirviendo solo día antes de desertar y jurar fidelidad a las autoridades de Crimea.  El 24 de marzo de 2014, el ministro de Defensa de Rusia Serguéi Shoigú nombra a Berezovsky como Subcomandante de la Flota del Mar Negro.

## Carrera militar
Graduado en el Instituto Superior Naval de Najímov (Sebastopol) en 1996, Berezovsky fue comandante de la fragata Hetman Sahaydachniy desde 2002 a 2005. El 6 de diciembre de 2012 fue ascendido al grado de Contraalmirante. Entre 2012 y 2013, dirigió los ejercicios militares conjuntos de Ucrania y los Estados Unidos, Sea Breeze 2012 y Sea Breeze 2013 respectivamente.
El 1 de marzo de 2014 el presidente interino de Ucrania, Oleksandr Turchýnov, lo nombró Comandante de las Fuerzas navales de Ucrania. Sin embargo, en la mañana del 2 de marzo de 2014 Berezovsky emite una orden de deponer las armas por lo que fue destituido de su cargo de comandante de la Marina de Ucrania mediante un comunicado en el que se justificaba el cese "por su incapacidad de dirigir las tropas en situaciones extremas", nombrando a Serhiy Hayduk como su sucesor.
Acto seguido compareció ante los medios para jurar su lealtad al pueblo de Crimea. El primer ministro prorruso de Crimea Serguéi Aksiónov anunció que Berezovsky encabezará la nueva Marina de Guerra de la República Autónoma de Crimea. El 5 de marzo de 2014, la Oficina del Fiscal General de Ucrania ordenó detener a Berezovsky como sospechoso en una traición a la patria.
El 24 de marzo, el ministro de Defensa ruso, Serguéi Shoigú, junto con un grupo del Ministerio de Defensa visitó Crimea donde designó al contralmirante Denís Berezovsky, como el nuevo segundo comandante de la flota rusa del Mar Negro.

## Honores
- Medalla "Por servicio irreprochable", tercera clase (27 de junio de 2007). Por su contribución personal al fortalecimiento de la defensa de Ucrania, el desempeño ejemplar de su servicio militar, y en el Día de las Fuerzas Navales de Ucrania.
- Memorial "230 años de la Flota del Mar Negro de la Federación de Rusia" (la Flota del Mar Negro de la Armada rusa, 2013). Por su participación activa en la preparación y realización de los ejercicios conjuntos ruso-ucranianos "Camino de la Paz 2013" mostrando un alto nivel de formación teórica, en el mar, en el campo y el dominio aéreo.